# Claviphantes bifurcatoides
Claviphantes bifurcatoides är en spindelart som först beskrevs av Andrei V. Tanasevitch 1987.  Claviphantes bifurcatoides ingår i släktet Claviphantes och familjen täckvävarspindlar.
Artens utbredningsområde är Nepal. Inga underarter finns listade i Catalogue of Life.